# Корінн Молсворт
Корінн Молсворт (англ. Corinne Molesworth; нар. 18 червня 1949) — колишня британська тенісистка.
Найвищим досягненням на турнірах Великого шолома був чвертьфінал в одиночному розряді.

## Фінали

### Парний розряд (1 поразка)
| Результат | Ранг | Дата | Турнір                                        | Покриття | Партнерка  | Суперниці                     | Рахунок  |
| --------- | ---- | ---- | --------------------------------------------- | -------- | ---------- | ----------------------------- | -------- |
| Поразка   | 1.   | 1976 | Chichester Tennis Tournament, Велика Британія | Трава    | Наоко Сато | Маріс Крюгер Елізабет Влотман | 2–6, 1–6 |